# تل خندق (نی ریز)
تل خندق (نی ریز) مربوط به دوره قاجار است و در شهرستان نی‌ریز، روستای چاه گورکی واقع شده و این اثر در تاریخ ۸ مرداد ۱۳۸۱ با شمارهٔ ثبت ۶۰۸۶ به‌عنوان یکی از آثار ملی ایران به ثبت رسیده است.